# Sasiny (Boćki)
Pour les articles homonymes, voir Sasiny.
Sasiny est un village de Pologne, situé dans la gmina de Boćki, dans le Powiat de Bielsk Podlaski, dans la voïvodie de Podlachie.
Selon le recenssement de la commune de 1921, ont habité dans le village 132 personnes, dont 18 étaient catholiques, 107 orthodoxes, et 7 judaïques. Parallèlement, 72 habitants ont déclaré avoir la nationalité polonaise, 53 la nationalité biélorusse et 7 la nationalité juive. Dans le village, il y avait 25 bâtiments habitables.

## Source
- (en) Cet article est partiellement ou en totalité issu de l’article de Wikipédia en anglais intitulé « Sasiny, Gmina Boćki » (voir la liste des auteurs).